# حسن ناهید
حسن ناهید (۱۲ تیر ۱۳۲۲ – ۲۷ بهمن ۱۴۰۱) موسیقی‌دان و نوازندهٔ نی اهل ایران بود.

## زندگی هنری
حسن ناهید از ۱۸ سالگی تحت آموزش حسین تهرانی، نوازنده تنبک و موسیقیدان ایرانی قرار گرفت. او از شاگردان حسن کسائی، نوازنده سرشناس نی، بود. وی دربارهٔ شیوه کار خود می‌گوید: «من هیچ وقت از زنده‌یاد کسایی تقلید نکردم و دنبال کار خودم رفته‌ام».
حسن ناهید در ارکستری شرکت داشت که با همکاری اسدالله ملک، منوچهر جهانبگلو، فرهنگ شریف، محمودی خوانساری و عده‌ای دیگر برنامه‌ای به نام «نوایی از موسیقی ملی» ترتیب یافته بود. در ارکستری به نام درویش در رادیو شرکت داشت و سپس برای شرکت در ارکستر رودکی که از ابراهیم منصوری، حبیب‌الله بدیعی، علی تجویدی، احمد عبادی، رضا ورزنده، اصغر بهاری و فرهاد فخرالدینی تشکیل شده بود دعوت شده و با این ارکستر همکاری نمود. در سال ۱۳۴۱ توسط حسین قوامی به برنامه گلها دعوت شده و همکاری خود را در این برنامه آغاز نمود. حسن ناهید در فرهنگ و هنر نیز با ارکستر فرامرز پایور همکاری بیست ساله داشت. در سال ۱۳۹۲ مدرک درجه یک هنری به حسن ناهید اعطاء شد. او در بیست و یکمین جشنواره بین‌المللی موسیقی فجر در سال ۱۳۸۴ مورد تقدیر قرار گرفت.
حسن ناهید برای شناساندن موسیقی سنتی و اصیل ایران، مسافرت‌هایی همراه با خوانندگانی چون حسین قوامی، محمدرضا شجریان، محمود محمودی خوانساری و عبدالوهاب شهیدی به کشورهای ترکیه، بلغارستان، یوگسلاوی، ایتالیا، فرانسه، بلژیک، هلند، آلمان، اتریش انجام داده و در برنامه‌هایی تحت عنوان کنسرت سازهای ملی ایران شرکت کرده بود.

## بیماری و مرگ
حسن ناهید در مصاحبه‌ای در اردیبهشت ۱۳۹۷ گفت از سه، چهار سال پیش و به دلیل انجام جراحی ایمپلنت، دیگر قادر به نواختن نی نیست. سرانجام وی پس از مدتی بیماری در شامگاه پنجشنبه ۲۷ بهمن ۱۴۰۱ در خانه‌اش درگذشت. پیکر وی روز دوشنبه ۱ اسفند با حضور جمعی از هنرمندان موسیقی ایران از تالار وحدت به قطعهٔ هنرمندان بهشت زهرا منتقل شد. در مراسم خاکسپاری پیکر حسن ناهید هنرمندانی چون محمد اسماعیلی، میلاد کیایی، علیرضا افتخاری، بیژن بیژنی، حسام‌الدین سراج، سهیل محمودی، شاهو عندلیبی و چهره‌های سرشناس دیگری حضور داشتند. محمد اسماعیلی در این مراسم گفت «او نمونه‌ای از اخلاق، محبت و … مردِ درجه یک موسیقی ایران بود.» و میلاد کیایی وی را «یکی از اسطوره‌های اخلاق و فرهنگ» نامید.

## آثار

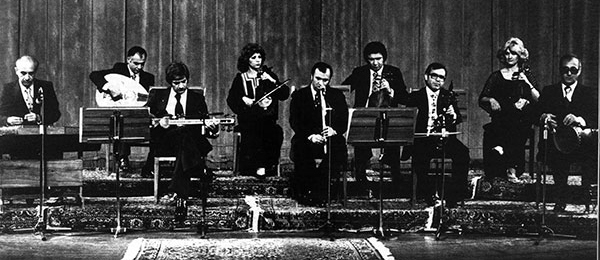
گروه پایور

### آلبوم‌ها
- گل و نی شامل تکنوازی و دو نوازی به همراه تنبک در دستگاه نوا، شوشتری و ماهور[۱۵]
- آلبوم آوای نی شامل تکنوازی در دستگاه‌های بیات ترک، بیات اصفهان، ابوعطا و مخالف سه گاه[۱۶]

### اجراها
- نوازندگی در برنامه گلها به رهبری روح اله خالقی.
- نوازندگی در ارکستر صبا به رهبری حسین دهلوی.
- نوازندگی در ارکستر گروه پایور به سرپرستی فرامرز پایور.